# Cassida pyrenaea
Cassida pyrenaea es un coleóptero de la familia Chrysomelidae.
Fue descrita científicamente en 1893 por Weise.